# Икономическа система
Икономическа система е система  на продукцията, производството, разпределение и потребление на блага и услуги в икономиката. В друг аспект, това е съвкупност от принципи и методи, чрез които се решават икономически проблеми, като например този на недостиг при разпределянето на крайните продукти. Икономическата система е съставена от хора и институции, включително тяхното отношение към производствените ресурси, като чрез собствеността.